# Chorzów Miasto Kultury
Chorzów Miasto Kultury – bezpłatne czasopismo kulturalne wydawane w od 2015 roku w Chorzowie.

## Opis
Pilotażowy numer magazynu „Chorzów Miasto Kultury” ukazał się z okazji obchodów Święta Miasta Chorzów w czerwcu 2015 roku. W roku 2016 pismo ukazywało się jako dwumiesięcznik, a od stycznia 2017 roku jest bezpłatnym miesięcznikiem. Tematyka magazynu obejmuje zagadnienia chorzowskiej kultury.
Publikowane są artykuły poświęcone lokalnym twórcom, a także znanym w kraju i zagranicą artystom w powiązanym z tym miastem. „Chorzów Miasto Kultury” jest patronem medialnym, a także współinicjatorem wydarzeń promujących kulturę lokalną, m.in. wystawy Bebok – ocalić od zapomnienia Sandry Kossok, wystawy i wieczoru wspomnień Jorg. Oblicza Cnoty, poświęconego pamięci aktora Jerzego Cnoty, zmarłego w 2016 roku, benefisu jubileuszowego aktora i artysty estradowego Andrzeja Skupińskiego, a także dziennikarskich zajęć warsztatowych dla dzieci i młodzieży oraz spotkań autorskich.

## Redakcja
Redaktor naczelny: Krzysztof Knas
Sekretarz redakcji: Marlena Skoczylas.